# Dischidiopsis papuana
Dischidiopsis papuana là một loài thực vật có hoa trong họ La bố ma. Loài này được Otto Warburg mô tả khoa học đầu tiên năm 1893 dưới danh pháp Dischidia papuana. Năm 1904 Friedrich Richard Rudolf Schlechter mô tả chi Dischidiopsis và chuyển Dischidia papuana thành Dischidiopsis papuana như là 1 trong 2 loài của chi mới tạo ra này. Loài thứ hai ông mô tả là Dischidiopsis philippinensis ở Philippines.
Loài này tìm thấy ở New Guinea.